# Asahi Production
Asahi Production Inc. (jap. 旭プロダクション Kabushiki-gaisha Asahi Purodakushon) – japońskie studio animacji z siedzibą w tokijskiej dzielnicy Nerima, założone 1 czerwca 1973.

## Historia
Przedsiębiorstwo powstało w 1973 roku, początkowo jako wyspecjalizowane studio filmowe i firma zajmująca się filmami z zakresu PR. Jego pierwszymi spółkami zależnymi były Tokyo Movie Co., Ltd. i Tokyo Movie Shinsha (obecnie TMS Entertainment). Główną działalnością studia była produkcja filmów promocyjnych dla dużych firm i organizacji branżowych, takich jak Japan Insurance Association i Asahi Chemical.

## Produkcje

### Seriale telewizyjne
- Hello Kitty: Ringo no mori no Fantasy (2006, produkcja dla Sanrio)
- Sugarbunnies (2007, for Sanrio)
- Hello Kitty: Ringo no mori no Mystery (2007, produkcja dla Sanrio)
- Blue Drop (2007, we współpracy z BeSTACK)
- Hello Kitty: Ringo no mori to Parallel Town (2007–2008, produkcja dla Sanrio)
- Sugarbunnies: Chocolat! (2008, produkcja dla Sanrio)
- Sugarbunnies: Fleur (2009, produkcja dla Sanrio)
- Super Robot taisen OG: The Inspector (2010–2011)
- Picchipichi Shizuku-chan (2012–2013)
- Heroes: Battle Disk Densetsu (2013)
- Himegoto (2014)[4]
- Orenchi no furo jijō (2014)[5]
- Funassyi no FunaFunaFuna biyori (2015)[6]
- Million Doll (2015)[7]
- Onsen yōsei Hakone-chan (2015, we współpracy z Production Reed)[8]
- Pan de Peace! (2016)[9]
- Omae wa mada Gunma o shiranai (2018)[10]
- Namu amida butsu! Rendai utena (2019)[11]
- Tenchi sōzō Design-bu (2021)[12]
- Wave!! Surfing yappe!! (2021)
- Peach Boy Riverside (2021)[13]
- Girls’ Frontline (2022)[14]
- Ars no kyojū (2023)[15]
- Otonari ni ginga (2023)[16]
- B-Project: Netsuretsu*Love Call (2023)[17]
- Mahō shōjo ni akogarete (2024)[18]

### Filmy
- Haru no ashioto The Movie: Ōrin dakkan (2006)
- Heart no kuni no Alice: Wonderful Wonder World (2011)[19]
- Santa Company: Christmas no himitsu (2019)
- Wave!! Surfing yappe!! (2020)[20]

### OVA/ONA
- Angel Blade Punish! (2004–2005)
- Tokimeki Memorial 4 Original Animation: Hajimari no Finder (2009)
- Prism Magical: Prism Generations! (2010)
- Sorette dakara ne! (2011)